# Сретение Господне (Ръмби)
„Сретение Господне/Христово“ (на гръцки: Ιερός Ναός της Υπαπαντής του Κυρίου) е късносредновековна църква в преспанското село Ръмби (Лемос), част от Леринската, Преспанска и Еордейска епархия на Вселенската патриаршия, под управлението на Църквата на Гърция.

## Местоположение
Църквата е разположена в южния край на селото.

## История
Църквата е изградена в края на XIV век или в XV век. Притежава ценни стенописи от същото време.
Като образец на забележителна църковна архитектура и живопис от времето си е обявена е за исторически паметник и паметник на изкуството в 1987 година.

## Описание
В архитектурно отношение е еднокорабен храм с полукръгла апсида на изток.
Най-добре запазените стенописи в храма са Света Богородица Ширшая небен в светилището, Мелисмос, Христос в гроба и фигурите на Свети Стефан, Атанасий, Симеон Стълпник и Свети Кирил.